# Bernardino Passeri
Bernardino Passeri (Ancône, 1530 — Rome, c. 1590) est un dessinateur, graveur et peintre actif à Rome entre 1576 et 1585.

## Biographie
En tant que peintre à Rome, ce que l'on sait de lui sont exclusivement les dessins qu'il a fournis pour les illustrations d'un petit nombre de livres imprimés à Rome et à Anvers. Outre quelques estampes libres, qu'il a parfois pu graver et imprimer personnellement, une bonne partie des 55 estampes illustrant la Rerum sacrarum liber de Lorenzo Gambara, imprimée par Christophe Plantin à Anvers en 1576, doivent lui être attribuées, bien qu'une seule de ses estampes soit signée par lui et une autre par Pieter van der Borcht et Johannes Wierix en tant que graveurs.
Les cinquante dessins de la vie de Saint Benoît de Nursie, gravés par Aliprando Caprioli et qui ornent la Vita et miracula sanctissimu patris Benedicti, sont entièrement de lui.
Imprimées à Rome en 1579 et réimprimées plusieurs fois, ses illustrations auront une influence décisive sur la fixation de la propre iconographie du saint, étant très imitées par les artistes ultérieurs, comme le seront les 153 estampes des Evangelicae Historiae Imagines (Anvers, 1593), gravées par les frères Hieronymus, Johannes et Anton Wierix, Karel van Mallery, Nicolaes de Bruyn (en), Martin Nuyts, Adriaen Collaert, et Jan Collaert,, bien que les dessins, principalement de Passeri, puissent être antérieurs à 1580, date de la mort du père Jérôme Nadal, auteur des Méditations qui devaient accompagner les images.
Il produit également plusieurs gravures pour l'ouvrage sur la vie de Sainte Cécile, Saint Cecilia. Vita et matyrium S. et gloriosae (Rome, ca. 1590).

## Œuvre
Dessinateur, peintre et graveur, Passeri grave principalement au burin. Il est connu pour avoir produit la majeure partie des dessins originaux des estampes du Evangelicae Historiae Imagines, le recueil d'estampes de Jérôme Nadal publié en 1593,.

Œuvres de Bernardino Passeri
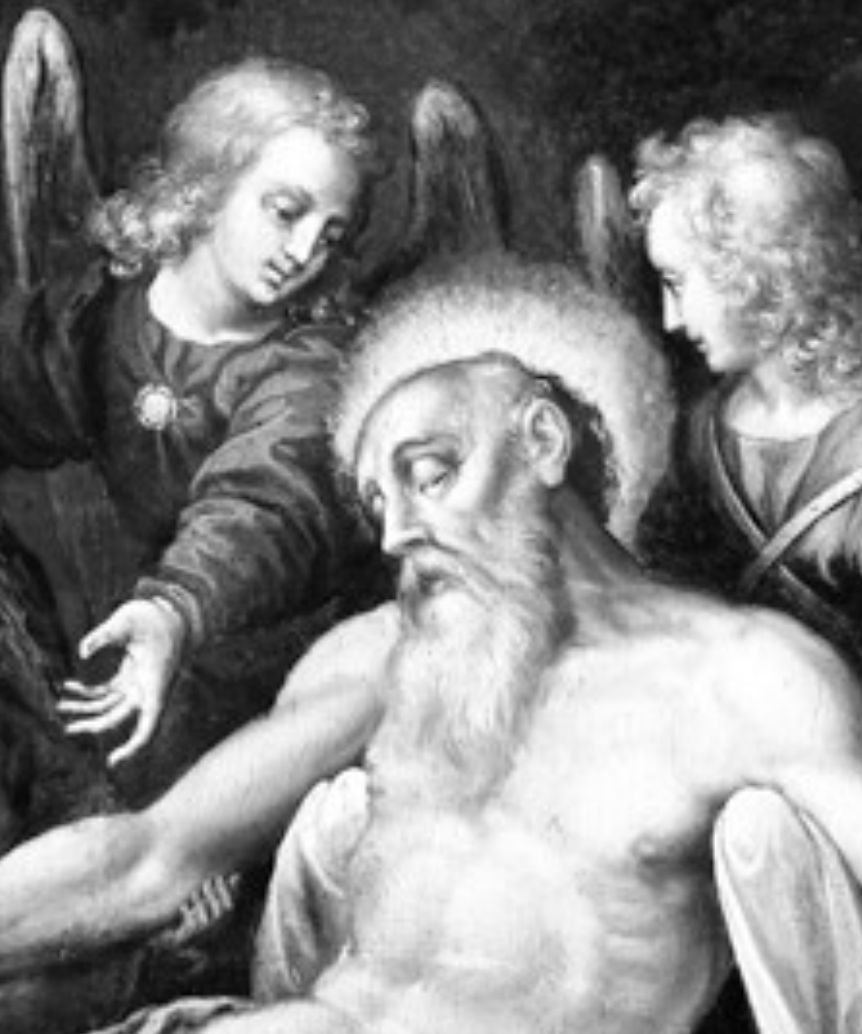
Détail de gravure
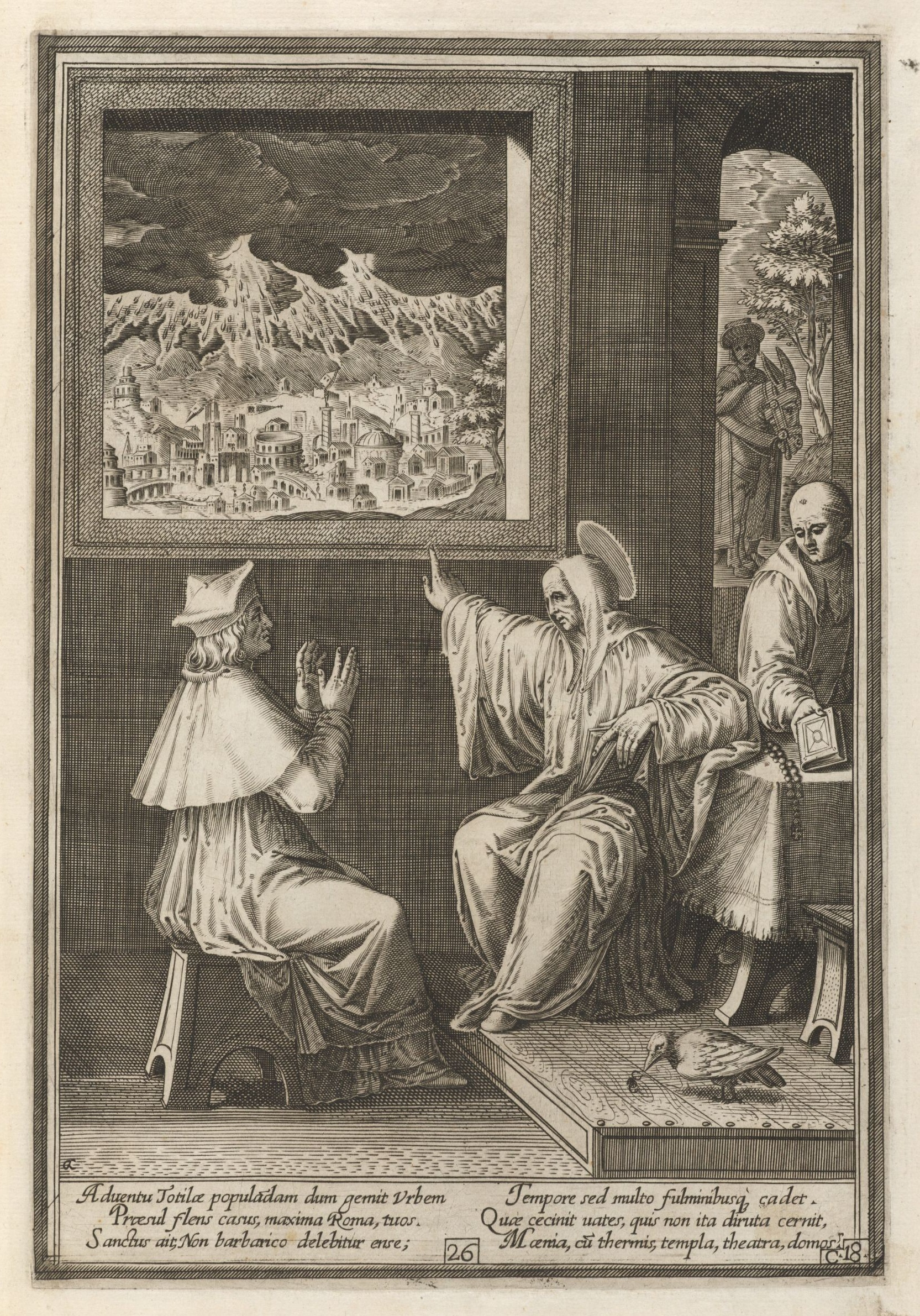
Estampe illustrant Vita et miracvla Sanctiss, 1579 (Houghton Library).
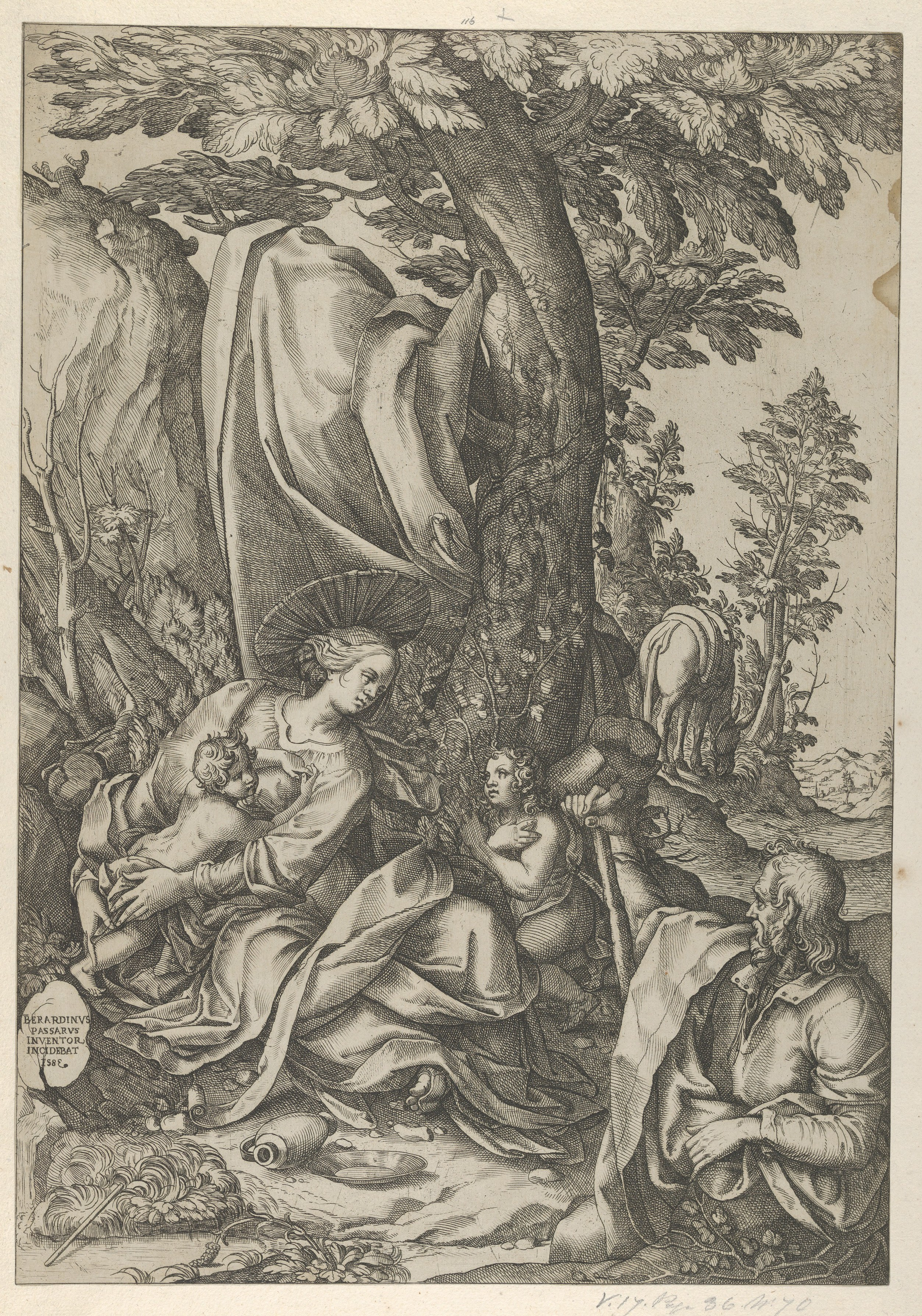
La Sainte Famille avec Jean-Baptiste dans un paysage, gravure de Passeri, 1583 (Metropolitan Museum of Art).
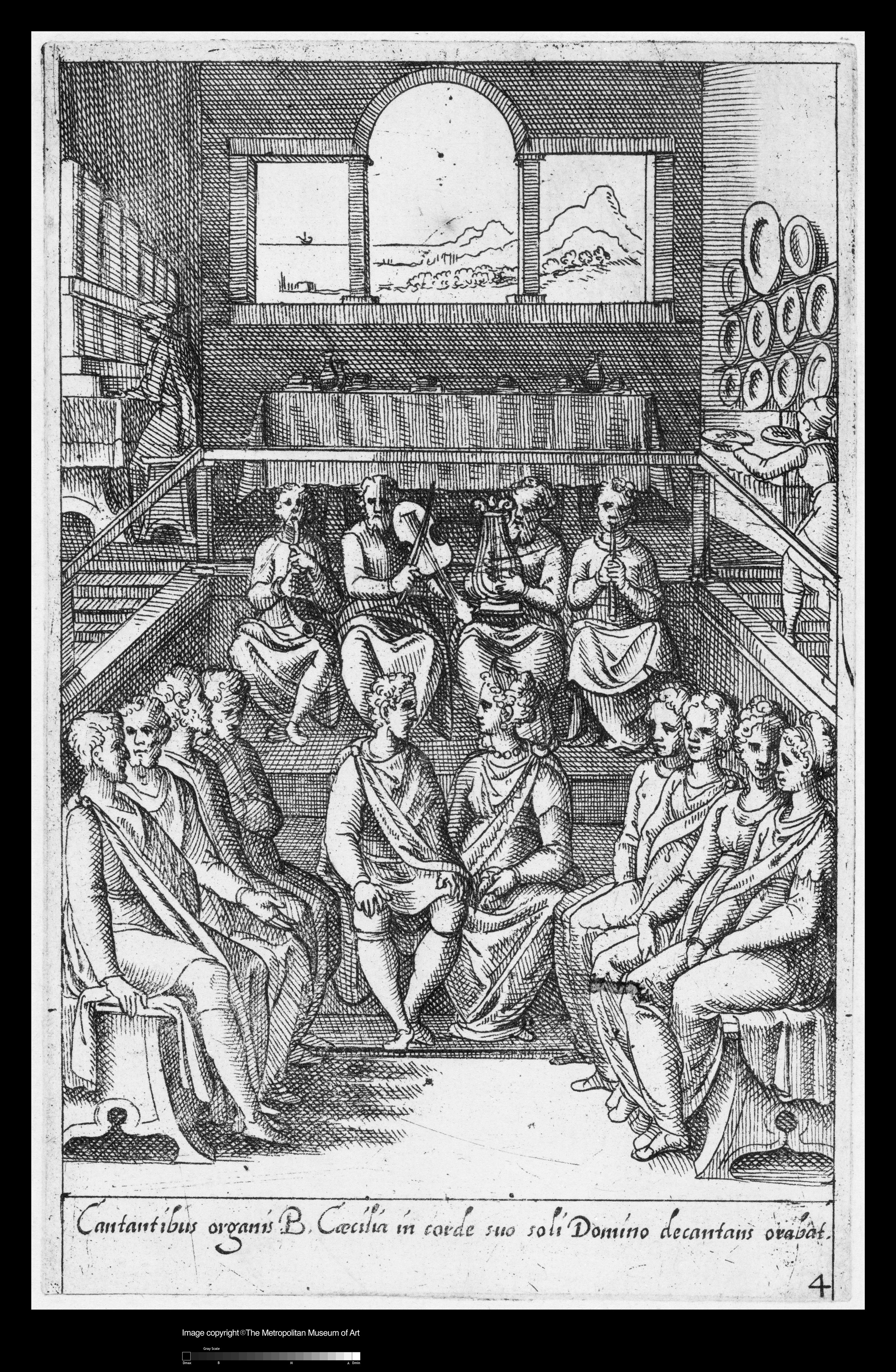
Estampe illustrant Saint Cecilia. Vita et matyrium S. et gloriosae, gravure sur bois de Passeri, ca. 1590 (Metropolitan Museum of Art).
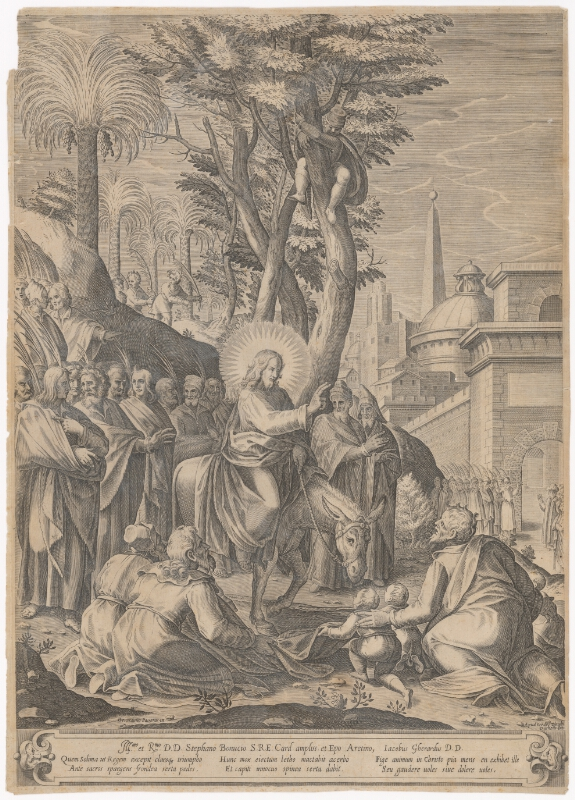
Jésus en chemin vers Jérusalem, gravure d'Étienne Duchetti d'après un dessin de Bernardino Passari, c. 1560-1590 (Galerie nationale slovaque).
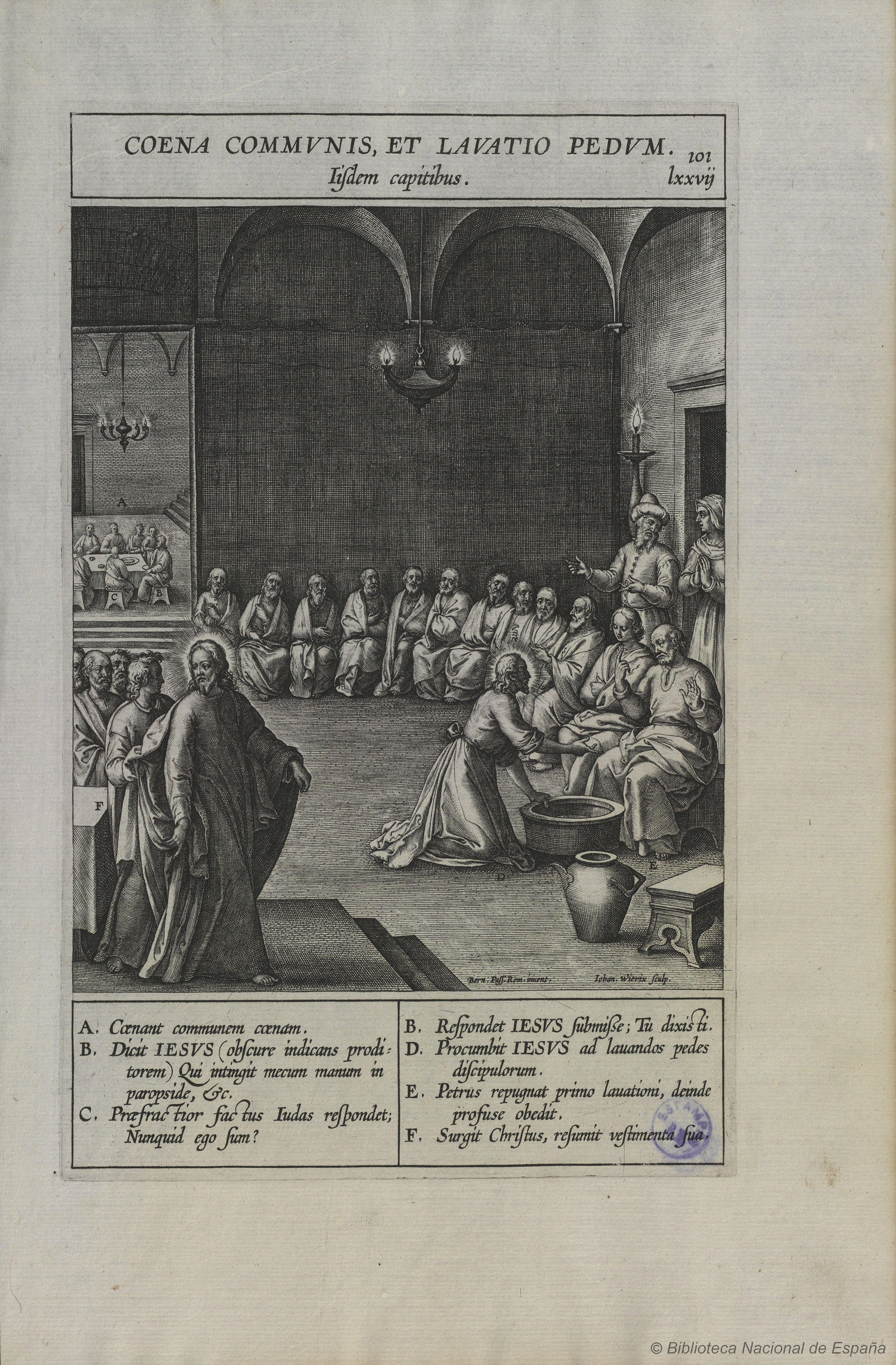
Coena comunis, et lavatio pedum, gravure de Johannes Wierix d'après Passeri pour l'Evangelicae Historiae Imagines, 1593 (Bibliothèque nationale d'Espagne).